# Memorial Cup 2007
Der Memorial Cup 2007 war die 89. Ausgabe des gleichnamigen Turniers. Teilnehmende Mannschaften waren als Meister ihrer jeweiligen Ligen die Plymouth Whalers (Ontario Hockey League), die Lewiston MAINEiacs (Ligue de hockey junior majeur du Québec), die Medicine Hat Tigers (Western Hockey League) sowie die als Gastgeber automatisch qualifizierten Vancouver Giants aus der Western Hockey League. Das Turnier fand vom 18. bis 27. Mai im Pacific Coliseum in Vancouver statt. Das Turnier wurde in Kanada landesweit auf Rogers Sportsnet im Fernsehen übertragen.
Die Vancouver Giants gewannen durch einen Finalsieg gegen die Medicine Hat Tigers ihren ersten Memorial Cup. Es war das zweite Finalspiel nach 1989, das zwischen zwei WHL-Teams ausgetragen wurde. Das Turnier stellte mit insgesamt 121.561 Zuschauern einen neuen Publikumsrekord auf. Der vorherige Rekord lag bei 84.686 Zuschauern und wurde beim Memorial Cup 2003 in Québec aufgestellt.

## Ergebnisse

### Gruppenphase
| 18. Mai 2007 18:20 Uhr | Plymouth Whalers James Neal (27:26) James Neal (30:25) Ryan McGinnis (36:36) | 3:4 n. V. (0:1, 3:2, 0:0, 0:1) Spielbericht | Vancouver Giants Spencer Machacek (5:41) Milan Lucic (28:17) Milan Lucic (33:14) Kenndal McArdle (65:06) | Pacific Coliseum, Vancouver Zuschauer: 13.428 |

| 19. Mai 2007 13:20 Uhr | Medicine Hat Tigers Darren Helm (11:40) | 1:3 (1:0, 0:2, 0:1) Spielbericht | Lewiston MAINEiacs Éric Castonguay (21:40) Sébastien Piché (32:04) Stefan Chaput (42:17) | Pacific Coliseum, Vancouver Zuschauer: 12.720 |

| 20. Mai 2007 13:40 Uhr | Vancouver Giants Kenndal McArdle (48:52) Wacey Rabbit (55:47) | 2:1 (0:1, 0:0, 2:0) Spielbericht | Lewiston MAINEiacs David Perron (5:48) | Pacific Coliseum, Vancouver Zuschauer: 13.734 |

| 21. Mai 2007 17:10 Uhr | Medicine Hat Tigers Brennan Bosch (1:57) Tyler Ennis (4:25) Tyler Ennis (21:43) Daine Todd (40:38) | 4:1 (2:0, 1:0, 1:1) Spielbericht | Plymouth Whalers James Neal (41:32) | Pacific Coliseum, Vancouver Zuschauer: 12.601 |

| 22. Mai 2007 17:10 Uhr | Lewiston MAINEiacs Simon Courcelles (54:07) | 1:2 n. V. (0:0, 0:0, 1:1, 0:1) Spielbericht | Plymouth Whalers Evan Brophey (58:48) Andrew Fournier (64:19) | Pacific Coliseum, Vancouver Zuschauer: 13.226 |

| 23. Mai 2007 19:40 Uhr | Vancouver Giants | 0:1 (0:0, 0:1, 0:0) Spielbericht | Medicine Hat Tigers Derek Dorsett (37:26) | Pacific Coliseum, Vancouver Zuschauer: 14.091 |

#### Abschlusstabelle
| Pl. |                                                              | Sp. | S | N | Pkt. | Tore  | Diff. |
| --- | ------------------------------------------------------------ | --- | - | - | ---- | ----- | ----- |
| 1.  | Medicine Hat Tigers (Western Hockey League)                  | 3   | 2 | 1 | 4    | 06:04 | +2    |
| 2.  | Vancouver Giants (Gastgeber; Western Hockey League)          | 3   | 2 | 1 | 4    | 05:05 | +1    |
| 3.  | Plymouth Whalers (Ontario Hockey League)                     | 3   | 1 | 2 | 2    | 06:09 | −3    |
| 4.  | Lewiston MAINEiacs (Ligue de hockey junior majeur du Québec) | 3   | 1 | 2 | 2    | 05:05 | ±0    |

Abkürzungen: Pl. = Platz, Sp. = Spiele, S = Siege, N = Niederlagen, Pkt. = Punkte, Diff. = Tordifferenz

Erläuterungen: Qualifiziert für das Finale, Qualifiziert für das Halbfinale, Qualifikationsspiel um den zweiten Halbfinal-Platz

### Qualifikationsspiel
| 24. Mai 2007 19:40 Uhr | Lewiston MAINEiacs Simon Courcelles (40:51) | 1:5 (0:2, 0:1, 1:2) Spielbericht | Plymouth Whalers Tom Sestito (5:39) James Neal (8:44) Evan Brophey (34:30) Tom Sestito (43:20) James Neal (58:31) | Pacific Coliseum, Vancouver Zuschauer: 12.008 |

### Halbfinale
| 25. Mai 2007 17:10 Uhr | Plymouth Whalers Andrew Fournier (28:40) | 1:8 (0:2, 1:3, 0:3) Spielbericht | Vancouver Giants Wacey Rabbit (0:55) Michal Řepík (12:59) Cody Franson (24:55) Michal Řepík (34:16) J. D. Watt (36:49) James Wright (44:38) James Wright (45:16) Spencer Machacek (55:12) | Pacific Coliseum, Vancouver Zuschauer: 13.372 |

### Finale
| 27. Mai 2007 13:15 Uhr | Vancouver Giants Mário Bližňák (6:07) Michal Řepík (45:05) Spencer Machacek (59:17) | 3:1 (0:0, 1:1, 2:0) Spielbericht | Medicine Hat Tigers Darren Helm (35:49) | Pacific Coliseum, Vancouver Zuschauer: 16.281 |

## Spieler

### Memorial-Cup-Sieger
| Memorial-Cup-Sieger Vancouver Giants | Torhüter: Blaine Neufeld, Tyson Sexsmith Verteidiger: Brendan Mikkelson, Cody Franson, Jonathon Blum, Brett Festerling, A. J. Thelen, Nolan Toigo, Brent Regner Angreifer: Evander Kane, Lance Bouma, J. D. Watt, Tim Kraus, Craig Cunningham, Spencer Machacek, Wacey Rabbit, Mitch Czibere, James Wright, Mário Bližňák, Kenndal McArdle, Garet Hunt, Michal Řepík, Milan Lucic, Mike Wuchterl Cheftrainer: Don Hay General Manager: Scott Bonner |

### Beste Scorer
Abkürzungen: GP = Spiele, G = Tore, A = Assists, Pts = Punkte, PIM = Strafminuten
| Spieler         | Team                | GP | G | A | Pts | PIM |
| --------------- | ------------------- | -- | - | - | --- | --- |
| Michal Řepík    | Vancouver Giants    | 5  | 3 | 4 | 7   | 4   |
| Milan Lucic     | Vancouver Giants    | 5  | 2 | 5 | 7   | 12  |
| Tom Sestito     | Plymouth Whalers    | 5  | 2 | 5 | 7   | 6   |
| James Neal      | Plymouth Whalers    | 5  | 5 | 1 | 6   | 42  |
| Mário Bližňák   | Vancouver Giants    | 5  | 1 | 5 | 6   | 2   |
| Tyler Ennis     | Medicine Hat Tigers | 4  | 2 | 2 | 4   | 4   |
| Kenndal McArdle | Vancouver Giants    | 5  | 2 | 2 | 4   | 6   |
| J. D. Watt      | Vancouver Giants    | 5  | 1 | 3 | 4   | 14  |

### Beste Torhüter
Abkürzungen: GP = Spiele, W = Siege, L = Niederlagen, GA = Gegentore, SO = Shutouts, GAA = Gegentorschnitt, Sv% = gehaltene Schüsse (in %), SO = Shutouts, TOI = Eiszeit (in Minuten)
| Spieler          | Team                | GP | W | L | GA | GAA  | Sv%  | SO | TOI    |
| ---------------- | ------------------- | -- | - | - | -- | ---- | ---- | -- | ------ |
| Matt Keetley     | Medicine Hat Tigers | 4  | 2 | 2 | 6  | 1,51 | 94,9 | 1  | 238:00 |
| Jonathan Bernier | Lewiston MAINEiacs  | 4  | 1 | 3 | 7  | 2,07 | 94,0 | 0  | 203:00 |
| Tyson Sexsmith   | Vancouver Giants    | 5  | 4 | 1 | 7  | 1,40 | 93,6 | 0  | 300:00 |
| Michal Neuvirth  | Plymouth Whalers    | 5  | 2 | 3 | 11 | 3,02 | 90,2 | 0  | 219:00 |

### Auszeichnungen

#### Spielertrophäen
| Auszeichnung                                           | Spieler       | Team                |
| ------------------------------------------------------ | ------------- | ------------------- |
| Stafford Smythe Memorial Trophy (Wertvollster Spieler) | Milan Lucic   | Vancouver Giants    |
| Ed Chynoweth Trophy (Bester Scorer)                    | Michal Řepík  | Vancouver Giants    |
| George Parsons Trophy (Fairster Spieler)               | Brennan Bosch | Medicine Hat Tigers |
| Hap Emms Memorial Trophy (Bester Torhüter)             | Matt Keetley  | Medicine Hat Tigers |

#### All-Star-Team
| Angriff:      | Darren Helm – Michal Řepík – Milan Lucic |
| Verteidigung: | Brendan Mikkelson – Cody Franson         |
| Tor:          | Matt Keetley                             |